# Stazione di San Giovanni in Croce
La stazione di San Giovanni in Croce è una stazione ferroviaria posta lungo la linea Brescia-Parma, a servizio dell'omonimo comune.

## Storia
La stazione fu attivata il 6 ottobre 1884, all'apertura della tratta Piadena-Casalmaggiore, tronco della linea Parma-Brescia-Iseo.
L'impianto fu affidato alla Rete Adriatica con esercizio svolto a cura della Società Meridionale, che svolse tale funzione fino al 1905, anno in cui la stazione passò alle Ferrovie dello Stato (FS) cui subentrò, nel 2000, la società Rete Ferroviaria Italiana (RFI).
Dal 1928 al 1959, il nome della stazione fu Palvareto, dal comune formato dell'unione di San Giovanni in Croce con Solarolo Rainerio. La denominazione fu mantenuta per più di un decennio dallo scioglimento dell'ente.
Nel corso dei lavori di potenziamento della linea ferroviaria, avvenuti nel biennio 1995/96, San Giovanni in Croce fu declassata a fermata impresenziata. Riacquisì il ruolo di stazione, ma telecomandata da Piadena, il 12 dicembre 2004.

## Strutture e impianti

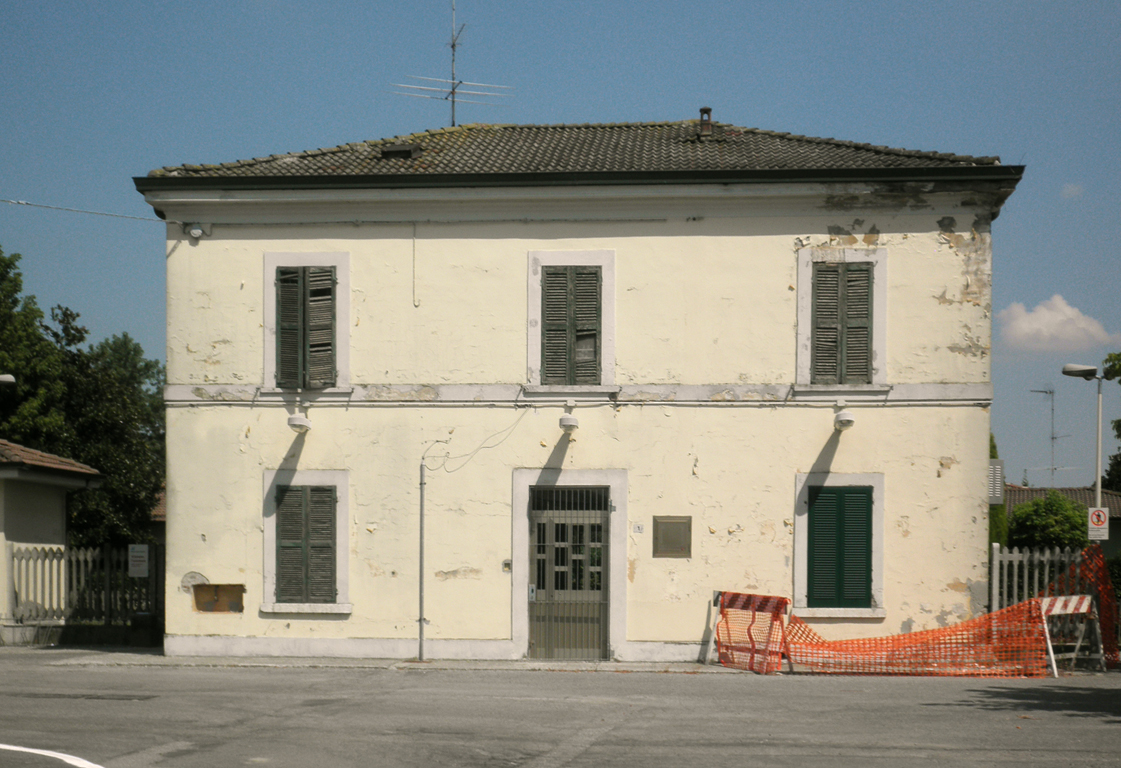
Il fabbricato viaggiatori nel 2010

È presente un fabbricato viaggiatori. Il piazzale è dotato di due binari per il servizio passeggeri.
In passato, era funzionante uno scalo merci con magazzino e piano caricatore, quest'ultimo esistente al 2023.

## Movimento
La stazione di San Giovanni in Croce è servita dai treni regionali della relazione Brescia-Parma, eserciti da Trenord e cadenzati a frequenza oraria nell'ambito del contratto di servizio stipulato con la Regione Lombardia.

## Interscambi
Dal 1888 al 1928 presso il piazzale antistante lo scalo merci, si attestò un binario proveniente dalla stazione tranviaria cittadina, capolinea della linea per Ca' de Soresini e Cremona, allo scopo di favorire l'interscambio di merci tra le due realtà.